# Apossematismo

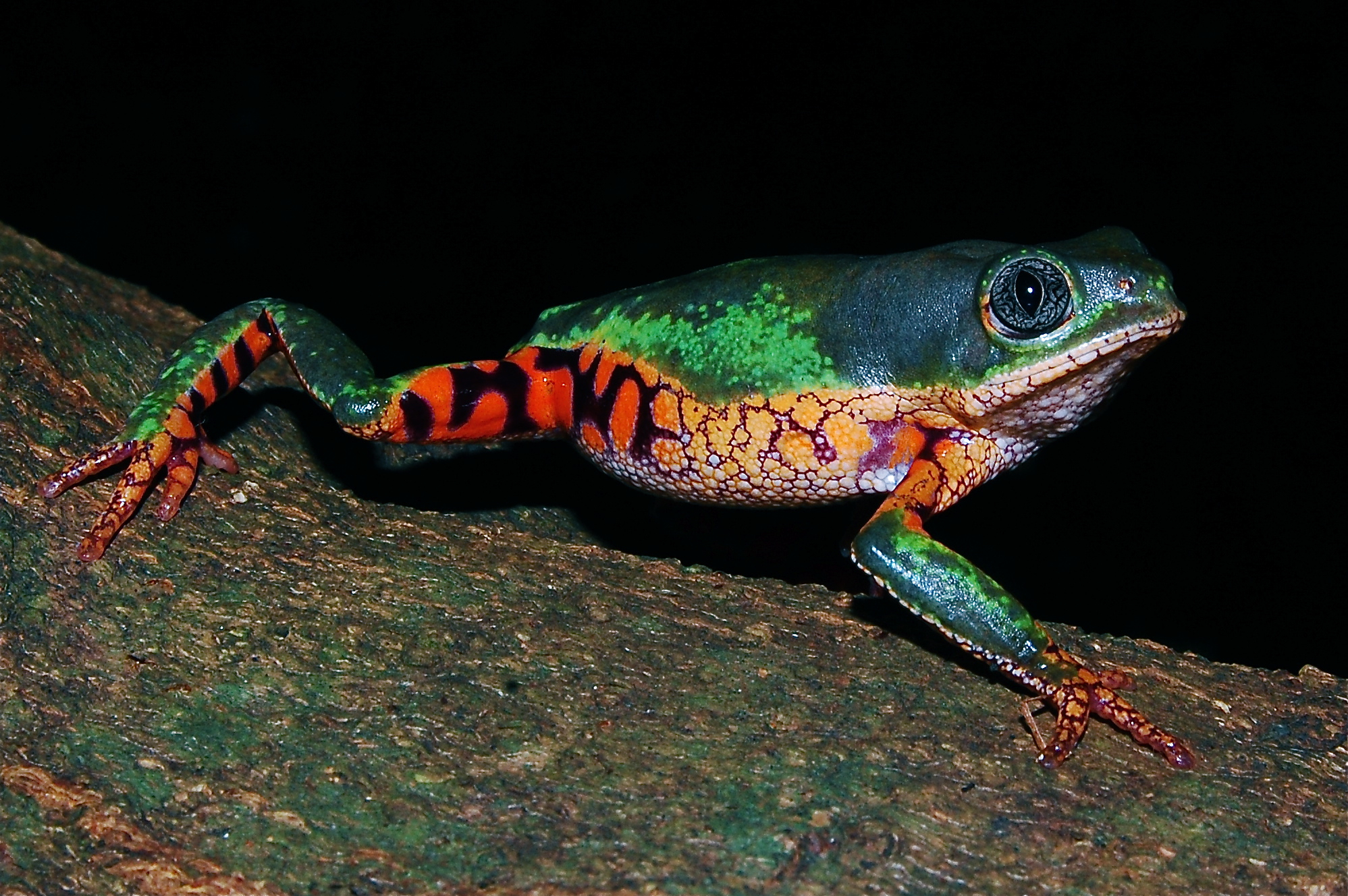
Phyllomedusa oreades, sapo endêmico do Brasil que apresenta coloração apossemática na região ventral do corpo.

Apossematismo (do grego antigo ᾰ̓πό apó-, "longe de, distante de" + σῆμα -sêma, sinal ou marca) descreve uma série de adaptações antipredação em que uma aparência conspícua (visual, olfativa ou auditiva) serve como sinal de alerta sobre a inapetência ou toxicidade do organismo aos potenciais predadores. Geralmente, o apossematismo consiste em padrões de coloração, formatos corporais, odores fortes ou sons que informam aos inimigos naturais o potencial de defesa da presa.
O termo foi consolidado pelo zoólogo inglês Edward Bagnall Poulton com base no conceito de Alfred Russel Wallace. O aposematismo é explorado no mimetismo Mülleriano, onde espécies com fortes defesas evoluem para se assemelharem. Ao imitar espécies de cores semelhantes, o sinal de alerta para os predadores é compartilhado, fazendo com que eles aprendam mais rapidamente com menos custos para cada uma das espécies.
Há também casos de mimetismo batesiano, em que animais que imitam a coloração apossemática visando evitar o ataque de predadores, mesmo sem terem os mecanismos de defesa dos animais verdadeiramente apossemáticos. Em oposição à coloração apossemática, há a coloração críptica, que visa a camuflagem dos animais no ambiente.

## Mecanismos de defesa

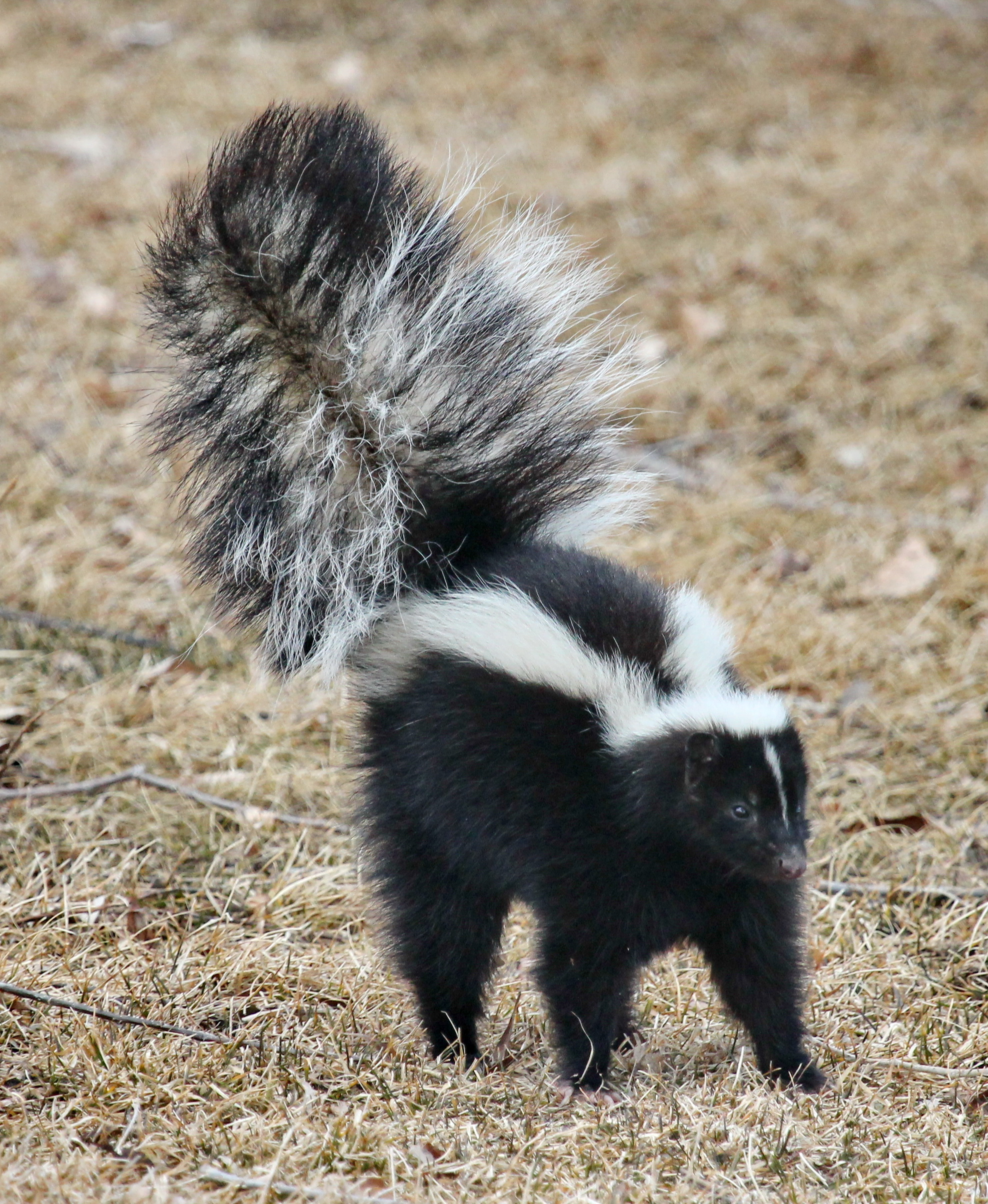
Gambá listrado, Mephitis mephitis, anunciando suas defesas poderosas, glândulas odoríferas perto da cauda, levantando sua cauda e exibindo sua coloração de alerta

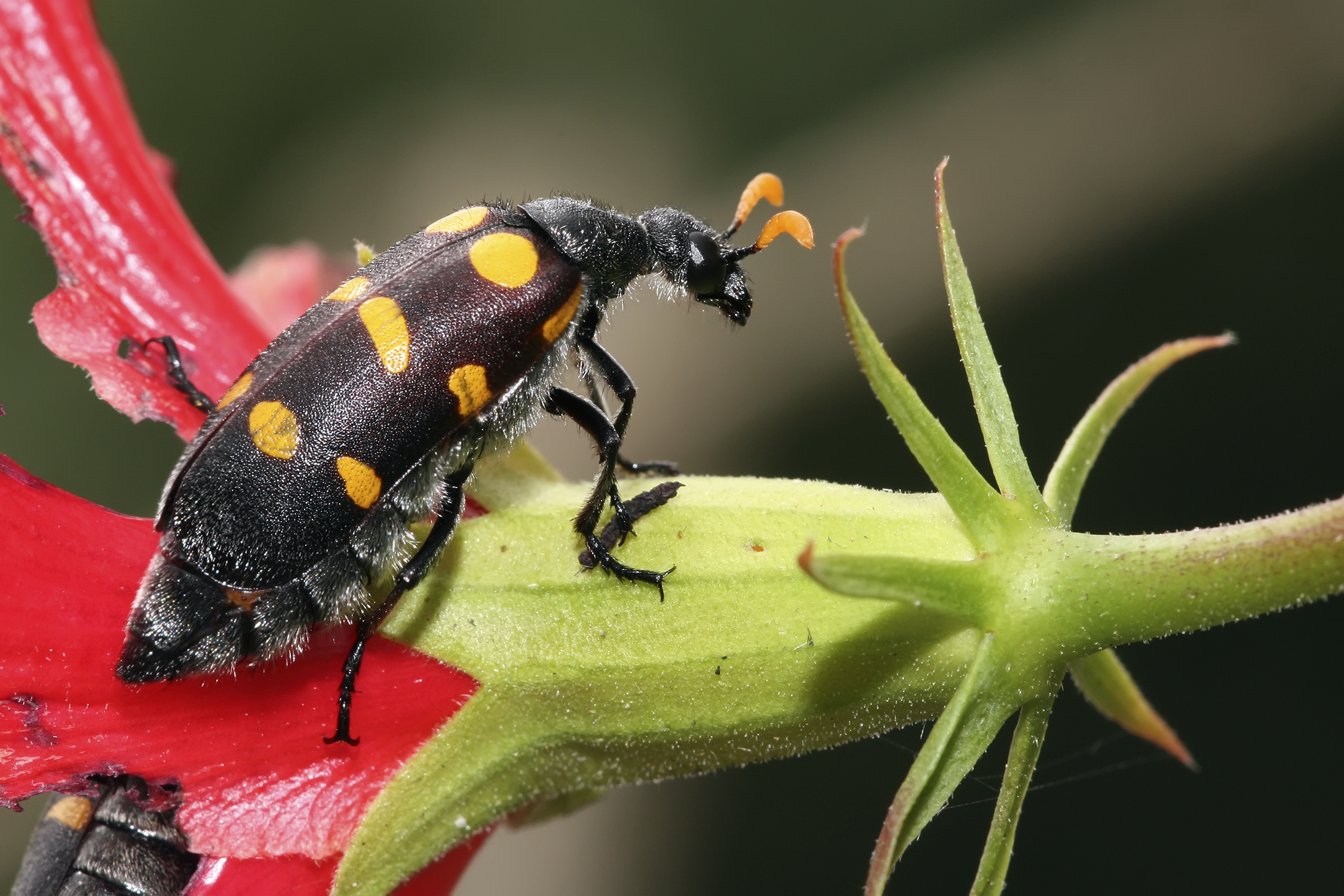
Hycleus lugens, um besouro de cor apossemática

As defesas primárias são mecanismos de resposta das presas ante a predação, que reduzem a probabilidade de ocorrência de uma interação entre a presa e o predador potencial e funcionam independentemente da presença do predador.
O aposematismo é um mecanismo de defesa primário que avisa os predadores em potencial da existência de outro mecanismo de defesa secundário. Por definição, as defesas primárias funcionam antes que um predador inicie qualquer comportamento de captura de presas e sua função é prevenir a perseguição.
Uma das estratégias primárias de defesa comuns em diversos organismos são associadas principalmente à coloração, utilizada por organismos venenosos e/ou impalatáveis como advertência aos possíveis predadores por meio de cores vivas, estruturas e outros sinais. Esses sinais de advertência podem ser reconhecidos por potenciais predadores que, de forma natural ou por aprendizagem, evitam o ataque, aumentando a chance das presas potenciais sobreviverem.
Alguns organismos desenvolveram odores característicos que não estão relacionados com as toxinas e não parecem desempenhar um papel direto na defesa química. Porém, sugere-se que esse "apossematismo olfativo", caracterizado pelo uso de odor por presas para alertar os predadores, seja um elemento em uma forma apossemática: uma combinação de odor, aparência visual, som, sabor e sensação tátil que o predador usa para evitar consequências nocivas. Há animais que possuem espinhos pontiagudos, que combinam as defesas físicas e químicas. A evolução da exibição apossemática levou à redução do investimento em produção de toxinas, realocando a energia para incrementar no desenvolvimento deste espinho. Isso ocorre porque estas estruturas atuam como defesas secundárias e primárias (somente toxinas armazenadas internamente). O apossematismo aparente nos espinhos funciona como um mecanismo para obter atenção, sendo uma exibição apossemática perceptível em animais puramente tóxicos.
A taxa na qual uma presa encontra predadores é uma função tanto de sua aparência visual quanto de seu comportamento, visto que as cores ou ornamentos acabam se destacando no habitat, juntamente com sua lenta mobilidade. Essa locomoção característica faz com que essas presas se exponham a taxas mais altas de encontro com predadores. Porém, graças ao apossematismo, evitadam predação; dessa maneira, conseguem aproveitar os recursos existentes no habitat e explorá-los da melhor forma, uma vez que não têm necessidade de se esconder.

### Benefícios
O apossematismo, envolvendo sons, cores ou odores, é utilizado para evitar o ataque de predadores por meio de sinais de aviso, indicando que são venenosos ou impalatáveis. Esses avisos, geralmente visuais, costumam ser compostos por cores brilhantes e contrastantes com o ambiente, como vermelho, amarelo e laranja, tornando os indivíduos facilmente reconhecíveis. Isso é importante, uma vez que este mecanismo se baseia na aprendizagem, por parte dos predadores, de que consumir indivíduos com estas características é desvantajoso. Esse aprendizado é reforçado por meio da repetição.

## Prevalência

### Em ecossistemas terrestres

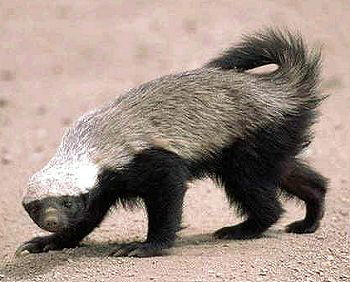
Ratel (Mellivora capensis) e seu contra-sombreamento reverso que o torna visível, sinalizando honestamente sua capacidade de se defender por meio de seu temperamento agressivo e de seus dentes e garras afiados.

O aposematismo é uma característica comum em invertebrados; já em vertebrados, é mais evidente em anfíbios, répteis e peixes, e em alguns mamíferos carnívoros. Gambás listrados e doninhas-fedorentas (Mephitidae alertam sobre suas glândulas odoríferas anais com seus padrões de pelagem contrastantes em preto e branco para afastar predadores. Já os texugos e rateis de padrão semelhante alertam sobre suas garras afiadas, mandíbulas poderosas, e natureza agressiva.
Aves do gênero Pitohui, pássaros vermelhos e pretos que possuem penas e pele tóxicas que aparentemente vêm dos besouros venenosos que ingerem, podem ser incluídos nos animais aposemáticos. Algumas aves de cores vivas, como os passeriformes, com padrões contrastantes, também podem ser apossemáticos, pelo menos nas fêmeas; mas, uma vez que os pássaros machos são frequentemente coloridos por meio da seleção sexual, e sua coloração não está correlacionada com a comestibilidade, não está claro se o aposematismo é significativo.
Talvez os mais numerosos vertebrados aposemáticos sejam os sapos venenosos pertencentes à família Dendrobatidae, apresentando um amplo espectro de coloração e toxicidade. Algumas espécies de dentrobatídeos, particularmente Dendrobates, Epipedobates e Phyllobates são visivelmente coloridas e sequestram um dos alcalóides mais tóxicos entre todas as espécies vivas. Dentro da mesma família, também existem sapos crípticos (como Colostethus e Manophryne) que não possuem esses alcalóides tóxicos. Embora esses sapos exibam uma extensa gama de coloração e toxicidade, há muito pouca diferença genética entre as espécies. A evolução de sua coloração conspícua está correlacionada a características como defesa química, especialização alimentar, diversificação acústica e aumento da massa corporal.
Muitos insetos apresentam apossematismo, como a joaninha Coccinella septempunctata e o besouro soldado (Trichodes alvearius). Mariposas-tigres produzem sons ultrassônicos para evitar o ataque de morcegos, interferindo na percepção dos ecos de retorno da própria vocalização do morcego.
O aposematismo também pode ser observado em algumas plantas e fungos. Pensa-se que plantas apresentam apossematismo para alertar herbívoros de seus compostos químicos impalatáveis ou defesas físicas, como espinhos. Muitos insetos, como as lagartas de Tyria jacobaeae adquirem compostos tóxicos de suas plantas hospedeiras.

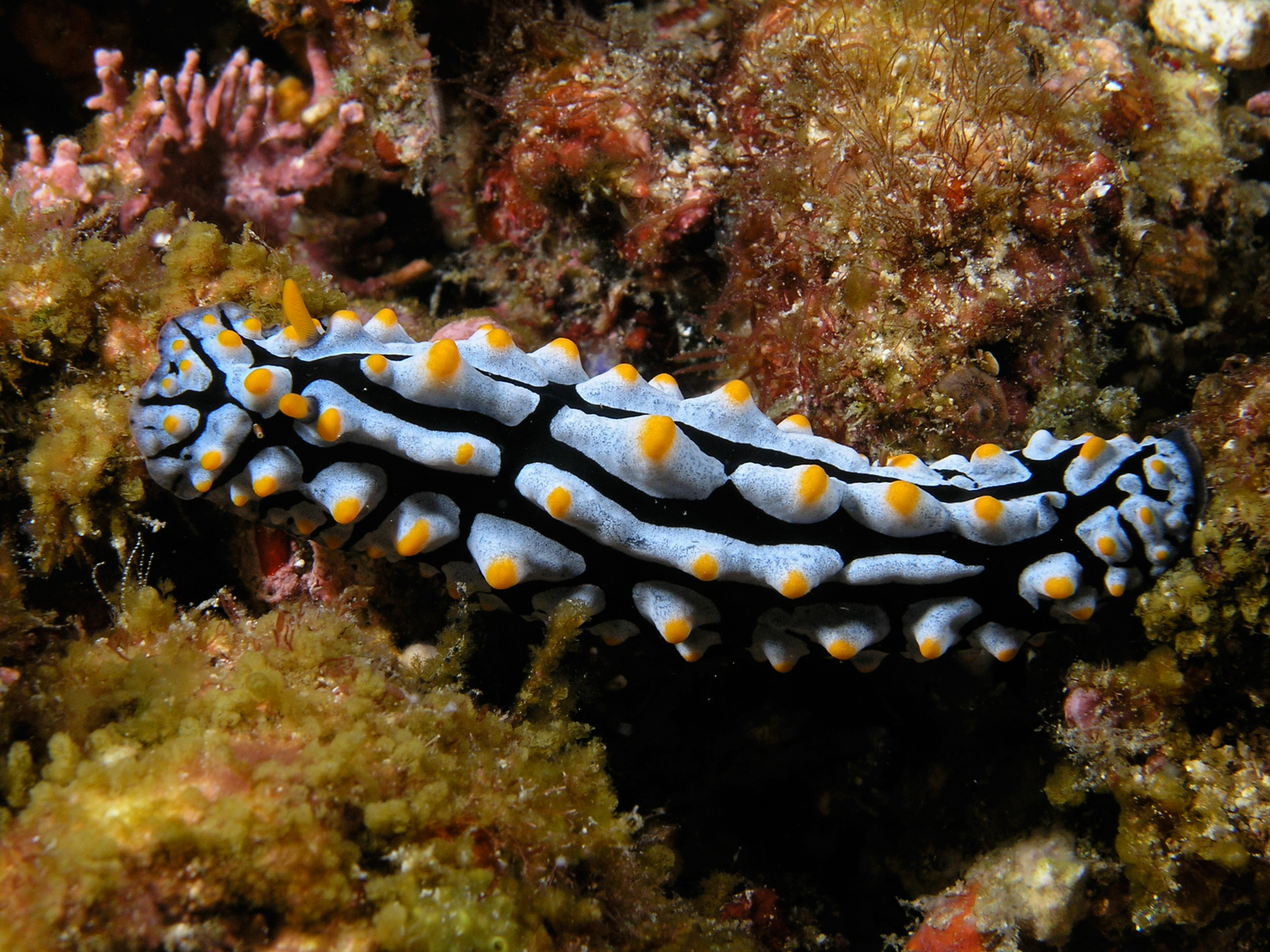
Há evidências de que nudibrânquios como Phyllidia varicosa são aposemáticos.

### Em ecossistemas marinhos
A existência do apossematismo em ecossistemas marinhos é controversa. Muitos organismos marinhos, como esponjas e moluscos, apresentam coloração ou padrões brilhantes, mas as evidências para o aposematismo em invertebrados marinhos não é tão forte quanto para organismos terrestres. Esponjas do Caribe, por exemplo, são fortemente coloridas, e muitas espécies apresentam toxicidade; todavia, nenhuma relação entre os dois fatores foi encontrada. Outros estudos, no entanto, demonstram que peixes de recife são capazes de detectar e evitar pistas defensivas visuais, gustativas e olfativas produzidas por organismos bentônicos.
Nudibrânquios são os exemplos mais citados de apossematismo em ecossistemas marinhos, mas a evidência para tal foi questionada, principalmente porque (1) há poucos exemplos de mimetismo entre espécies, (2) muitas espécies são noturnas ou crípticas, e (3) cores brilhantes na extremidade vermelha do espectro de cores são rapidamente atenuadas em função da profundidade da água. Outros estudos concluíram que nudibrânquios como as lesmas da família Phyllidiidae de recifes de coral do Indo-Pacífico são coloridas apossematicamente. Mimetismo mülleriano foi implicado na coloração de alguns nudibrânquios mediterrâneos, todos os quais derivam produtos químicos defensivos de sua dieta.
Foi proposto que o aposematismo e mimetismo são menos evidentes em invertebrados marinhos do que em insetos terrestres porque a predação é uma força seletiva mais intensa para muitos insetos, que também se dispersam como adultos em vez de larvas e têm tempos de geração muito mais curtos. Além disso, há evidência de que os peixes predadores possam se adaptar a sinais visuais mais rápido que aves, fazendo do apossematismo menos efetivo.
Polvos da espécie Hapalochlaena lunulata são venenosos. Eles passam a maior parte do tempo se escondendo em fendas enquanto exibem padrões de camuflagem eficazes com suas células dérmicas cromatóforo. No entanto, se forem provocados, eles mudam rapidamente de cor, tornando-se amarelos brilhantes com cada um dos 50–60 anéis piscando em azul iridescente brilhante dentro de um terço de segundo. Frequentemente afirma-se que esta é uma exibição de aviso aposemático, mas a hipótese foi raramente testada.

Diferentes estratégias aposemáticas
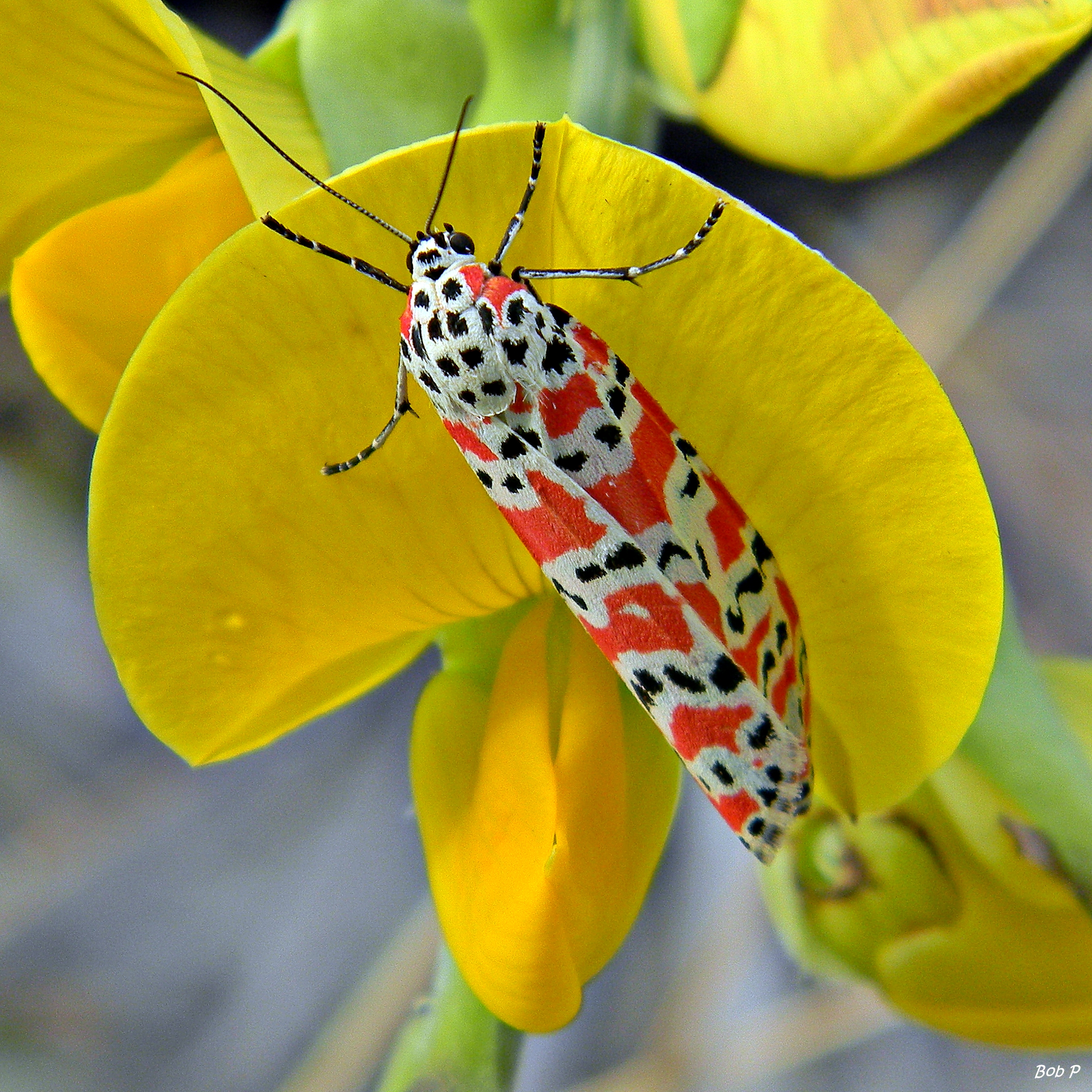
Mariposa-tigre (Utetheisa ornatrix)
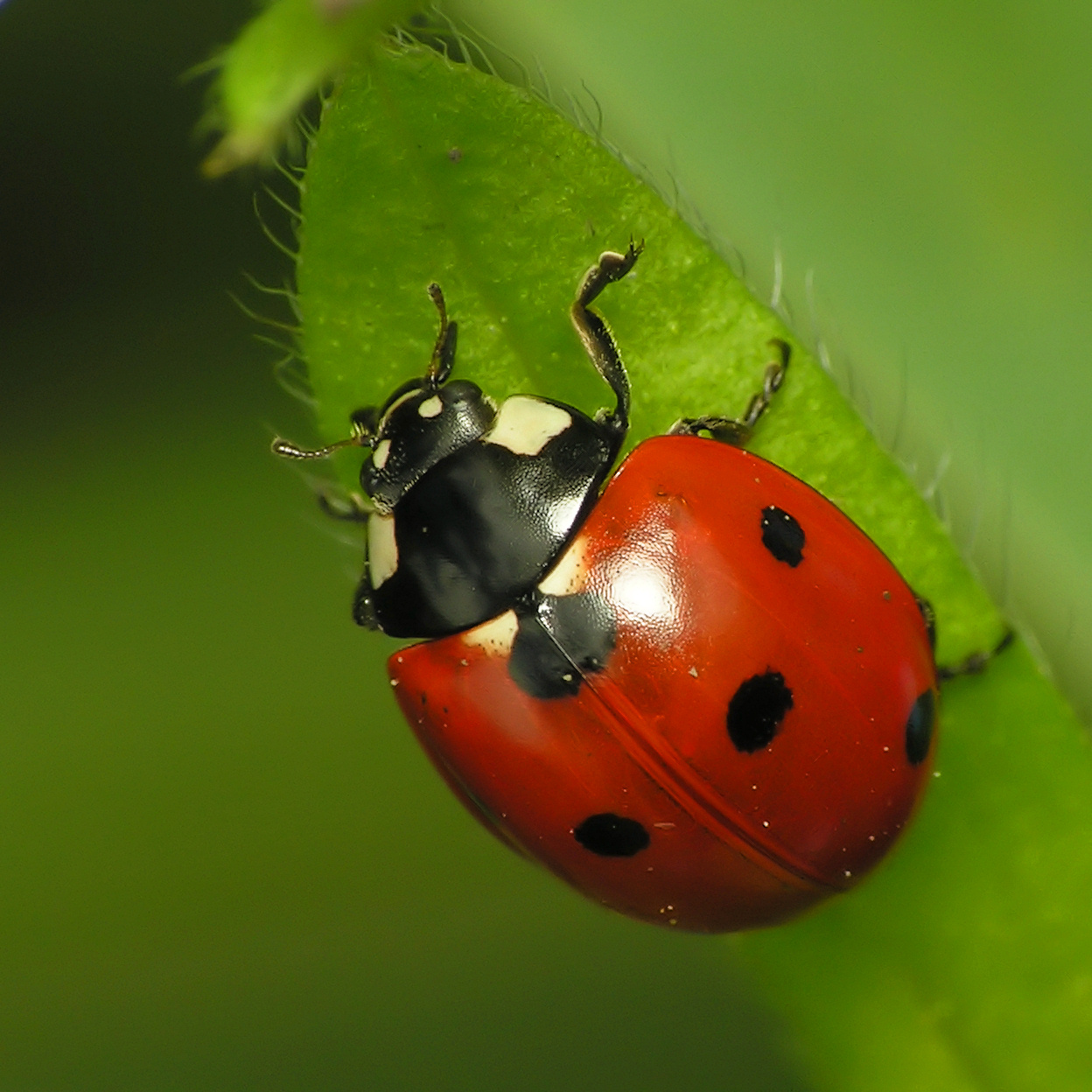
Joaninha (Coccinella septempunctata)
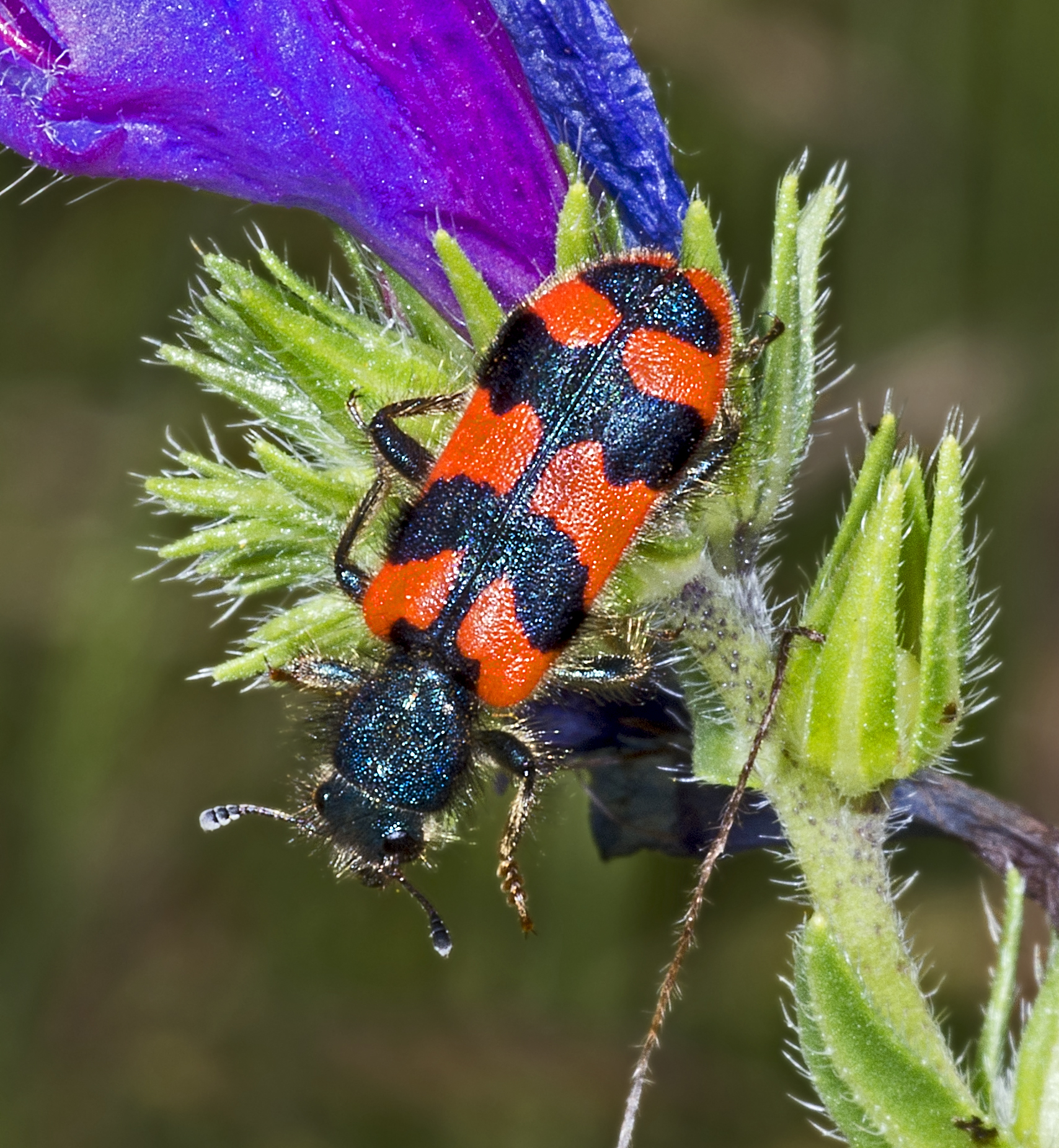
Besouro-soldado (Trichodes alvaerius)
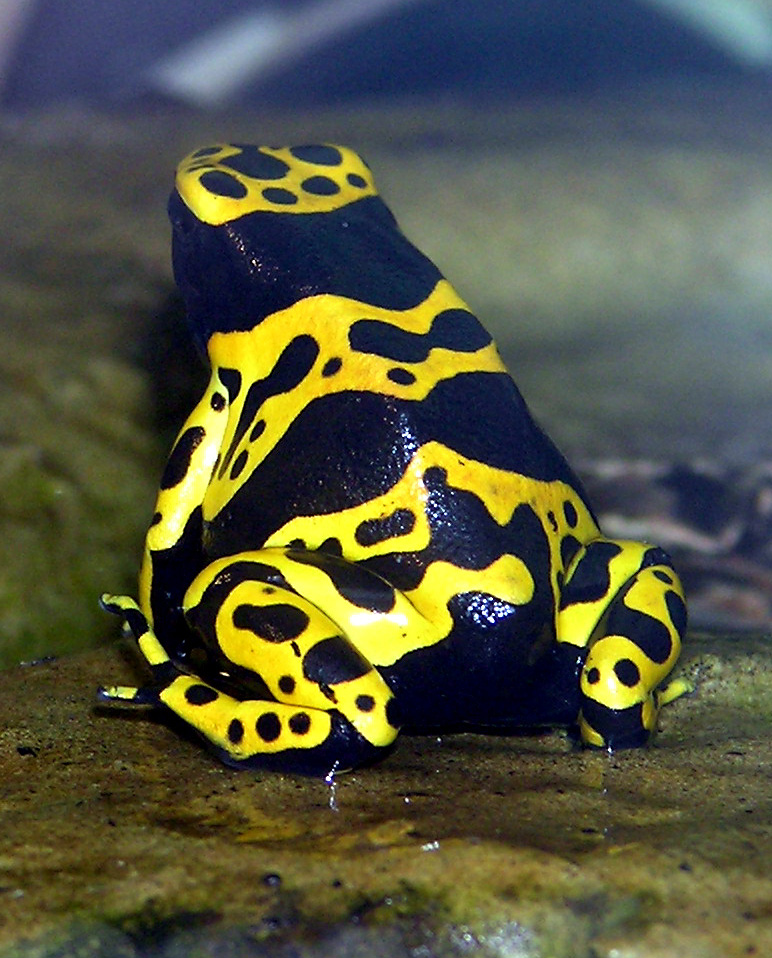
Sapo (Dendrobates leucomelas)
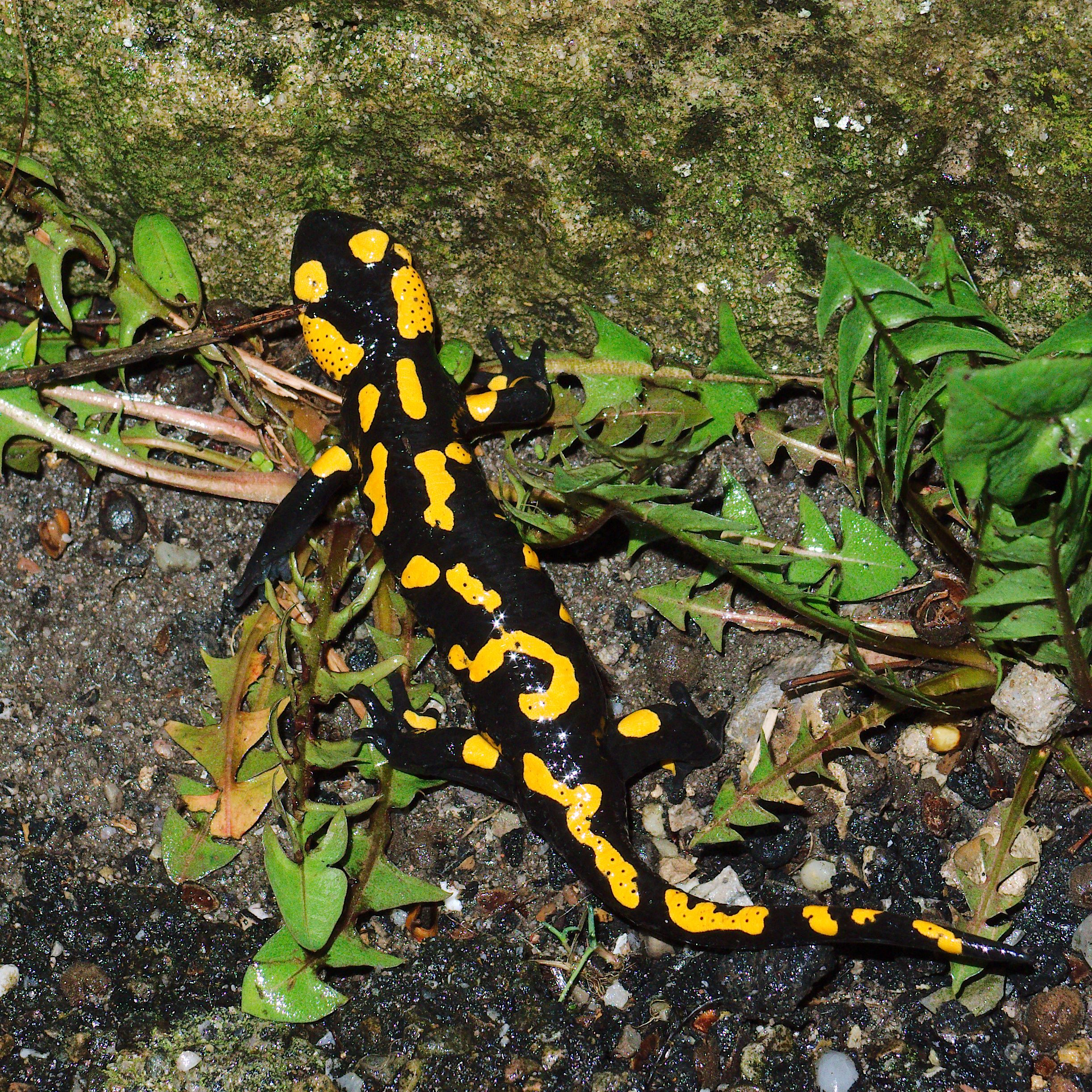
Salamandra-de-fogo (Salamandra salamandra)
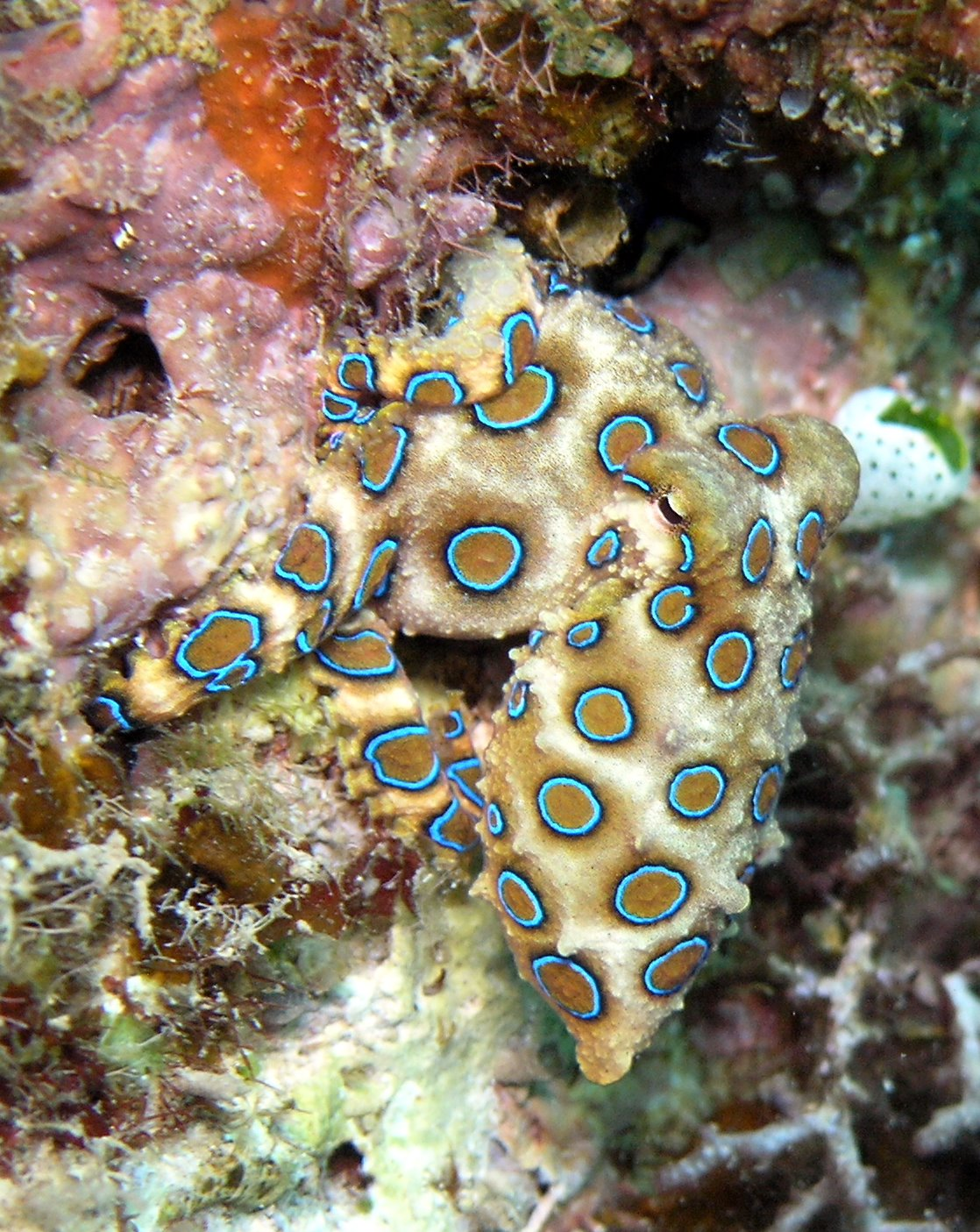
Polvo-de-anel-azul (Hapalochlaena lunulata)
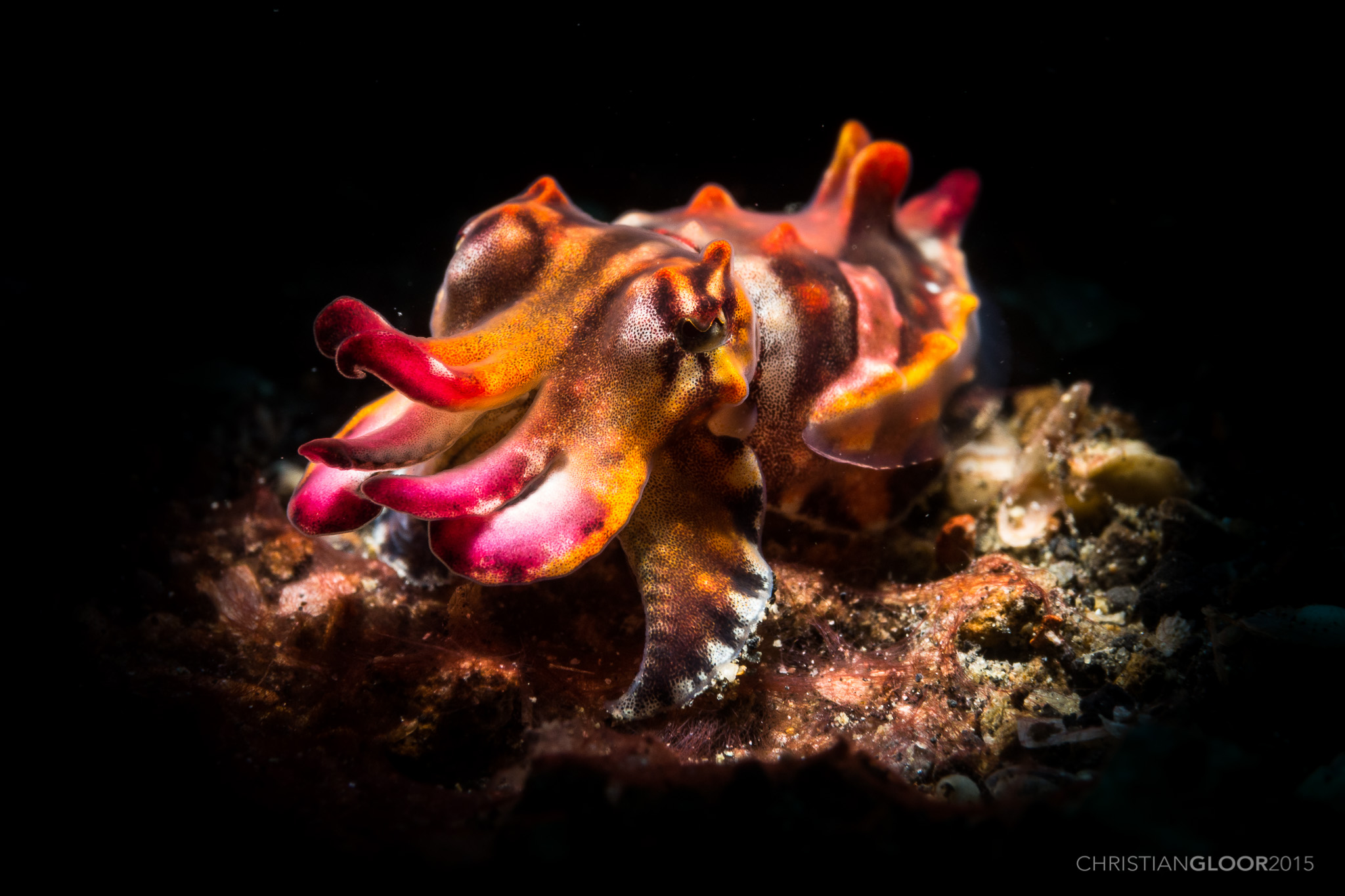
Sépia extravagante (Metasepia pfefferi)
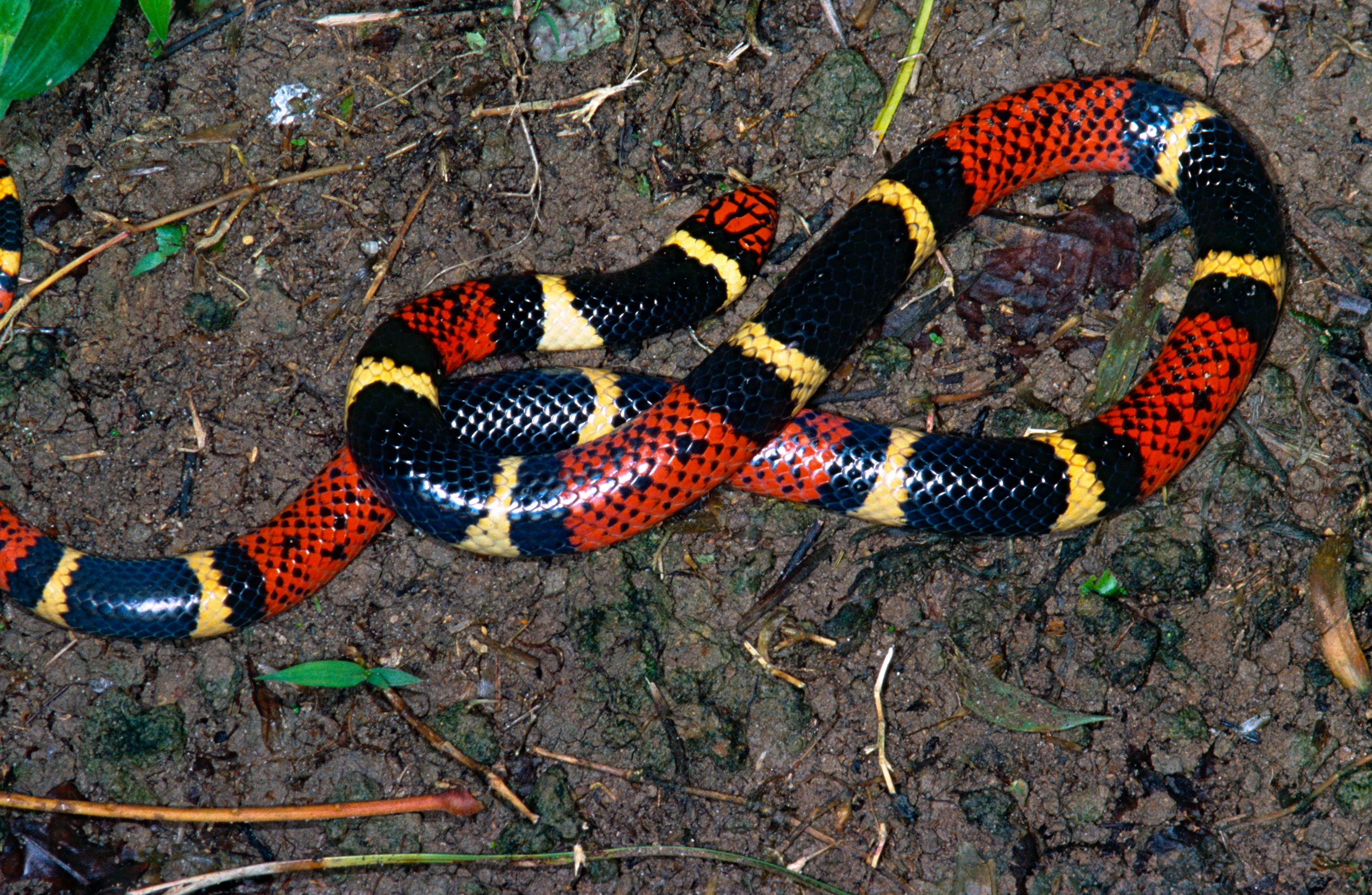
Cobra-coral (Micrurus surinamensis)
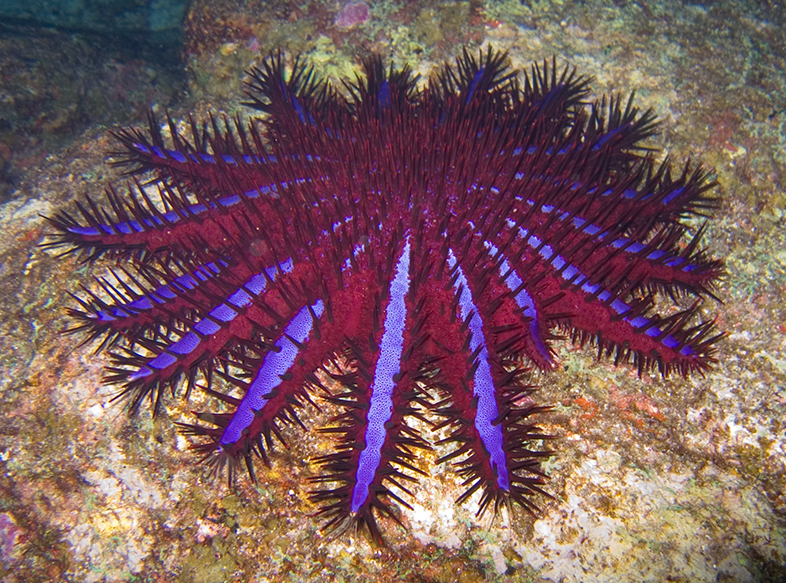
Estrela-do-mar coroa de espinhos (Acanthaster planci)

## História da teoria

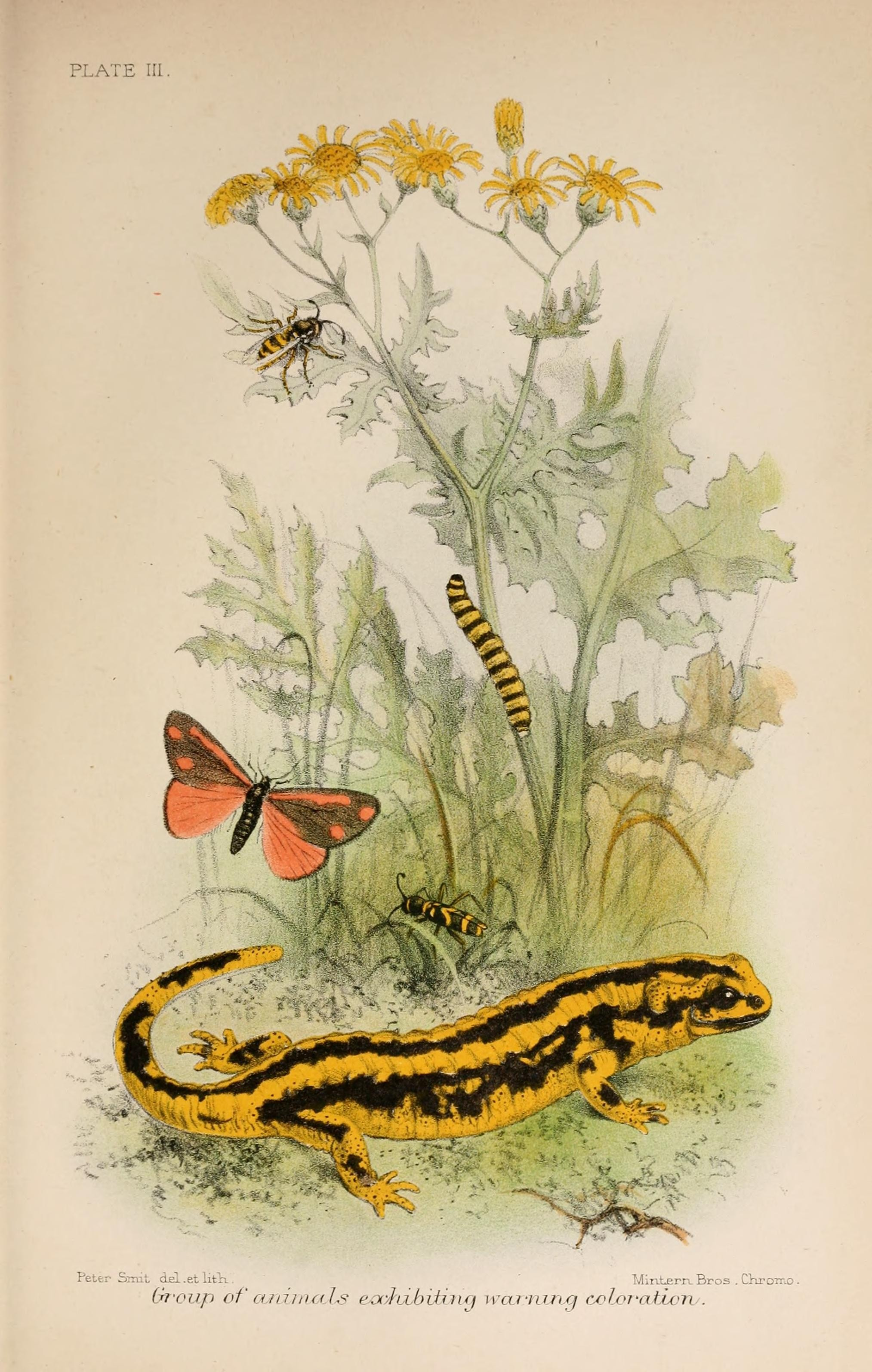
Obra de Peter Smit, numa compilação dos principais fatos e teorias a respeitos das cores e marcas dos animais por Frank E. Beddard chamada "Animal Coloration" — "Coloração Animal".

As primeiras menções a respeito da coloração adaptativa em animais provêm da antiguidade clássica e podem ser encontradas em Mirabilium auscultationes de Aristóteles, Muitos outros naturalistas observaram tais adaptações, mas a teoria do apossematismo surgiu no século XIX, com Alfred Russel Wallace.
Charles Darwin, em suas pesquisas, indagou a respeito da coloração vibrante de alguns insetos e, a princípio, considerou que a característica poderia ser um resultado da seleção sexual, para atrair possíveis parceiros sexuais. Todavia, as lagartas também apresentavam cores fortes e ornamentação, mesmo não sendo sexualmente maduras. Em uma carta a Wallace datada de 23 de fevereiro de 1867, Darwin escreveu “[…] chamei Bates e coloquei diante dele um problema e ele não conseguiu me responder, [...] sua primeira sugestão então foi: ‘é melhor você perguntar a Wallace’. Meu problema é, por que as lagartas algumas vezes são tão belas e artisticamente coloridas?”.
Wallace logo formulou uma hipótese dizendo que as cores das lagartas não diziam respeito à sua própria espécie, porém a seus predadores, sendo uma orientação visual indicando impalatabilidade ou toxicidade. Segundo ele: “[...] se tais lagartas são protegidas por um odor ou gosto desagradável, seria então uma boa vantagem nunca serem confundidas com as lagartas palatáveis, [...] qualquer coloração chamativa ou conspícua desse modo, que plenamente distingue elas das verdes e marrons lagartas comestíveis, possibilitaria ao pássaro predador reconhecer elas como de um tipo que não serve como comida e então elas escapariam de uma injúria tão grave quanto serem devoradas [...]”.
Wallace cunhou o termo "coloração de alerta" em um artigo sobre coloração animal em 1877. Em 1890, o termo apossematismo foi cunhado por Edward Bagnall Poulton em seu livro The Colours of Animals. Ele definiu o apossematismo como “uma aparência que alerta o inimigo porque ela denota algo desagradável ou perigoso, ou que direciona a atenção de um inimigo para uma área especialmente defendida, ou uma parte meramente não vital do corpo, ou ainda que avisa indivíduos da mesma espécie”.

## Evolução
À primeira vista, o apossematismo pode parecer uma estratégia paradoxal em termos evolutivos, já que ter uma coloração chamativa e produzir sons ou odores facilitam com que a presa seja encontrada por um predador, tornando-as mais susceptíveis a ataques. Isso faria com que essas características de alerta fossem perdidas rapidamente, antes mesmo de os predadores aprenderem que esses animais são venenos ou impalatáveis.

### Explicações suportadas
Há evidências que dão suporte a explicações envolvendo o conservacionismo alimentar, no qual os predadores evitam novas presas por se tratar de uma entidade desconhecida; este é um efeito de longa duração O conservadorismo alimentar foi demonstrado experimentalmente em algumas espécies de aves e peixes. Além disso, as aves se lembram e evitam objetos que são chamativos e com mau gosto por mais tempo do que objetos que são igualmente insípidos, mas de cores crípticas. Isso sugere que a ideia original de Wallace de que a coloração de alertar ajudava a ensinar os predadores a evitar tais presas coloridas estava correta. No entanto, alguns pássaros (estorninhos inexperientes e galinhas domésticas) também evitam inatamente objetos de cores vivas, como demonstrado pelo uso de larvas-da-farinha pintadas de amarelo e preto para se assemelharem a vespas, com espécimes verdes opacos de controle. Isso implica que a coloração do aviso funciona, pelo menos em parte, estimulando a evolução dos predadores para codificar o significado do sinal de aviso, em vez de exigir que cada nova geração aprenda o significado do sinal. Todos esses resultados contradizem a ideia de que novos indivíduos com cores brilhantes têm maior probabilidade de serem comidos ou atacados por predadores.

### Hipóteses alternativas
Outras explicações são possíveis. Predadores podem ter medo de formas que não são familiares para eles (neofobia) tempo suficiente para que sejam estabelecidos, mas isso provavelmente é apenas temporário.
Alternativamente, as presas podem ser gregárias o suficiente para formar grupos compactos o suficiente para amplificar o sinal de alerta. Se a espécie já não fosse comestível pelo paladar, os predadores poderiam aprender a evitar o grupo, protegendo os indivíduos gregários com o novo traço aposemático. O gregário ajudaria os predadores a aprender a evitar presas gregárias não palatáveis. O aposematismo também pode ser favorecido em populações densas, mesmo que não sejam gregárias.
Outra possibilidade é a existência de um gene recessivo para aposematismo e localizado no cromossomo X. Nesse caso, os predadores aprenderiam a associar a cor e a impalatabilidade dos machos com as características, enquanto as fêmeas heterozigotas carregam a característica até que se torne comum e os predadores entendam o sinal. Well-fed predators might also ignore aposematic morphs, preferring other prey species.
Mais uma explicação é que as fêmeas podem preferir machos vistosos, então a seleção sexual pode resultar em machos aposemáticos tendo maior sucesso reprodutivo do que machos não aposemáticos se eles sobreviverem o suficiente para acasalar. A seleção sexual é forte o suficiente para permitir que traços aparentemente não adaptativos persistam, apesar de outros fatores que trabalham contra o traço.
Uma vez que os indivíduos aposemáticos alcançam um certo limiar de população, por qualquer razão, o processo de aprendizagem dos predadores se espalharia para um grande número de indivíduos e, portanto, é menos provável que remova completamente o traço de coloração de advertência. Se na população de indivíduos aposemáticos todos se originaram de alguns indivíduos, o processo de aprendizagem de predadores não resultaria em um forte sinal de alerta para parentes sobreviventes, resultando em maior aptidão inclusiva para indivíduos mortos ou feridos pela seleção de parentesco.
Uma teoria da evolução do aposematismo afirma que ele se origina de uma seleção recíproca entre predadores e presas, em que as características distintivas da presa, que podem ser visuais ou químicas, são selecionadas por predadores não discriminantes, e na qual, simultaneamente, seleciona a prevenção de presas distintas por predadores. A seleção recíproca simultânea pode envolver o aprendizado de predadores ou pode resultar em evitação não aprendida por eles. O aposematismo originado por seleção recíproca concorrente sem condições especiais de gregarismo ou parentesco da presa, não é contingente à amostragem que os predadores da presa fazem para saber que os rastros aposemáticos estão associados à inedibilidade ou outras características inúteis.

## Mimetismo
O apossematismo é uma estratégia suficientemente bem-sucedida com efeitos significativos na evolução de espécies apossemáticas e não-apossemáticas. Frequentemente, algumas espécies não-apossemáticas imitam as marcações de outras espécies apossemáticas; por exemplo, a mariposa Sesia apiformis mimetiza a aparência de uma vespa, mas não tem ferrão. Um predador que evita a vespa também evita a mariposa. Isso é conhecido como mimetismo batesiano, em homenagem a Henry Walter Bates, um naturalista britânico que estudou lepidópteros amazônicos na segunda metade do século XIX.  O mimetismo batesiano depende da frequência: é mais eficaz quando a proporção entre o mimetismo e o modelo é baixa; caso contrário, os predadores encontrarão o mímico com muita frequência.
Uma segunda forma de mimetismo ocorre quando dois organismos apossemáticos compartilham a mesma adaptação anti-predador e imitam um ao outro de forma não enganosa, para o benefício de ambas as espécies. Essa forma de mimetismo é conhecida como mimetismo mülleriano, em homenagem a Fritz Müller, um naturalista alemão que estudou o fenômeno na Amazônia no final do século XIX. Muitas espécies de abelhas e vespas que ocorrem juntas são mímicas müllerianas; sua coloração semelhante ensina aos predadores que um padrão listrado está associado à picada. Portanto, um predador que teve uma experiência negativa com qualquer uma dessas espécies provavelmente evitará qualquer uma que se pareça com ela no futuro. O mimetismo mülleriano também é encontrado em vertebrados, como o sapo venenoso mímico (Ranitomeya imitator), que tem vários morfos em sua distribuição geográfica natural, cada um deles muito semelhante a uma espécie diferente de sapo venenoso que vive naquela área.

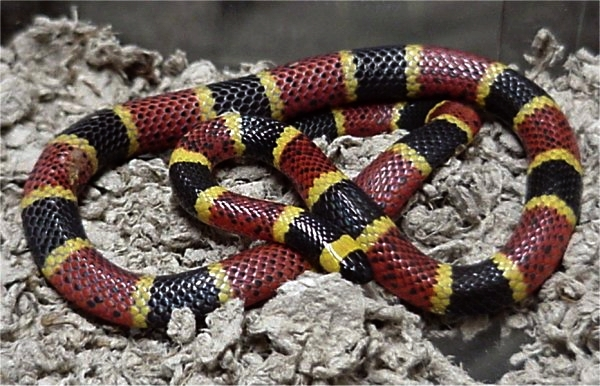
Uma cobra-coral venenosa e genuinamente aposemática
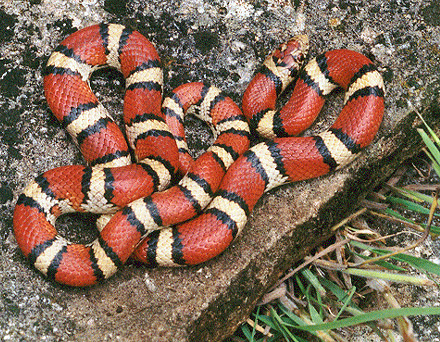
A espécie inofensiva Lampropeltis triangulum, mímica batesiana da cobra coral